# Riccardo Giacconi
Riccardo Giacconi (Genua, 6 oktober 1931 – San Diego, 9 december 2018) was een in Italië geboren Amerikaans natuurkundige en grondlegger van de röntgenastronomie. In 2002 deelde hij met Raymond Davis Jr. en Masatoshi Koshiba de Nobelprijs voor Natuurkunde "voor zijn pioniersbijdrage tot de astrofysica, wat heeft geleid tot de ontdekking van de kosmische röntgenbronnen".

## Biografie
Giacconi werd geboren in Genua als enige zoon van de winkelier Antonio Giacconi en de lerares wis- en natuurkunde Elsa Canni Giacconi. In 1954 promoveerde hij aan de universiteit van Milaan in de astrofysica. Zijn promotor was Giuseppe Occhialini, hoogleraar stralingsfysica. Kort daarna emigreerde hij naar de Verenigde Staten voor een carrière in astrofysisch onderzoek.
Van 1956 tot 1958 was hij onderzoeker bij R.W. Thompson aan de Universiteit van Indiana in Bloomington en van 1958 tot 1959 aan het Cosmic Ray Laboratory van de Princeton-universiteit. Aansluitend trad hij in dienst van de American Science & Engineering Inc. (AS&E) in Cambridge, een privaat bedrijf dat door Bruno Rossi werd geleid en met staatsgelden onderzoek en ontwikkeling bedreef. In 1966 werd hij er opgenomen in de directie en vanaf 1969 was hij vicepresident.
In 1973 veranderde hij van baan en werd plaatsvervangend directeur op de afdeling voor hoogenergie-astrofysica bij het Harvard–Smithsonian Center for Astrophysics in Cambridge, alsmede hoogleraar astronomie aan de Harvard-universiteit. In 1981 was hij de eerste directeur van het Space Telescope Science Institute van de Johns Hopkins-universiteit in Baltimore. Van 1991 tot 1999 was hij hoogleraar in de natuurkunde en astronomie in zijn thuisstad Milaan en daarnaast, van 1993 tot 1999, algemeen directeur bij de Europese Zuidelijke Sterrenwacht in Garching bei München. Daar overzag hij de constructie van Very Large Telescope (VLT) in Noord-Chili.
In 1999 keerde hij terug naar de Verenigde Staten. Hij was voorzitter van Associated Universities, Inc. in Washington D.C. en onderzoekshoogleraar aan de Johns Hopkins-universiteit.

## Werk
Vanaf de jaren vijftig hield Giacconi in de Verenigde Staten met röntgenastronomie bezig. Omdat röntgenstralen door de aardatmosfeer worden geabsorbeerd zijn ze dus alleen daarboven waar te nemen. In juni 1962 werd de Aerobee-onderzoeksraket gelanceerd met aan boord een röntgendetector. Doel van de missie was om te zoeken naar röntgenstraling van de Maan. Deze straling werd niet gevonden, maar een team onder leiding van Giacconi ontdekte wel de eerste röntgenbron buiten het zonnestelsel, de neutronenster Scorpius X-1 in het sterrenbeeld Schorpioen. Daarnaast werd een tweede ontdekking gedaan, namelijk de detectie van de diffuse röntgenstraling.
De publicatie van Giacconi et al uit 1962 wordt algemeen gezien als de geboorte van de röntgenastronomie. Ook werd het bestaan ontdekt van de kosmische röntgenachtergrondstraling (CXBR, Cosmic X-rays Background Radiation), een sterke gloed van röntgenstraling die overal met gelijke sterke uit het Heelal afkomstig is.
Begin jaren zeventig werd in Kenia de allereerste röntgensatelliet, Uhuru – 'vrijheid' in het Swahili, gelanceerd, die een volledig overzicht van de röntgenstralingshemel verschafte. Met deze satelliet ontdekte hij vele röntgendubbelsterren – twee om elkaar heen draaiende neutronensterren die grote hoeveelheden röntgenstraling uitzenden.
Het volgende satellietproject waar Giacconi bij betrokken was was het Einstein X-ray Observatory (HEAO-2), de eerste satelliet met een röntgentelescoop, die in november 1978 door de Verenigde Staten werd gelanceerd. Deze satelliet ontdekte bijna alle astronomische lichamen die röntgenstraling afgeven. De satelliet bleef tot april 1981 operationeel en werd opgevolgd door de Chandra X-ray Observatory. Tevens leidde hij de reparatiemissie naar de ruimtetelescoop Hubble.

## Onderscheidingen
- Elliott Cresson Gold Medal (1980) van het Franklin Institute
- Bruce Medal (1981)
- Dannie Heineman Prize for Astrophysics (1981)
- Gouden medaille van de Royal Astronomical Society (1982)
- Wolfprijs (1987)
- National Medal of Science (2003)